# Hyde Park Corner (1889)
Hyde Park Corner é um filme mudo britânico em preto e branco de 1889, em curta-metragem, feito pelo inventor e pioneiro do cinema William Friese-Greene. O diretor efetuou a gravação em filme de celulose usando sua câmera cronofotográfica. Trazia imagens do Hyde Park Corner, em Londres. No entanto, hoje é considerado um filme perdido, sem cópias conhecidas.